# World Memorial Hall
World Memorial Hall (jap. ワールド記念ホール Wārudo Kinen Hōru) lub World Hall – hala widowiskowo-sportowa położona w dzielnicy Chūō-ku w Kobe, w Japonii. Maksymalna pojemność wynosi 8000 osób, a obiekt jest przystosowany do organizacji dużych spotkań, wydarzeń sportowych, targów handlowych i koncertów. Znajduje się on na sztucznej wyspie Port Island, wraz z wieloma centrami konferencyjnymi, hotelami i uniwersytetami.